# Paramesosella stheniformis
Paramesosella stheniformis là một loài bọ cánh cứng trong họ Cerambycidae.